# Большая Куверба
 Большая Куверба  — деревня в Тоншаевском районе Нижегородской области.

## География
Расположена на расстоянии примерно 11 км по прямой на северо-восток от районного центра посёлка Тоншаево и в 2 км на юг от посёлка Пижма.

## История
Известна с 1748 года как деревня Кубервуй с населением 46 душ мужского пола из новокрещёных черемис . С 2009 по 2020 год в составе городского поселения рабочий поселок Пижма.

## Население
Постоянное население составляло 223 человек (мари 77%) в 2002 году, 228 в 2010.